# Sadova Veche, Caraș-Severin
Sadova Veche (germană Altsadowa, maghiară Ószadova) este un sat în comuna Slatina-Timiș din județul Caraș-Severin, Banat, România.

## Imagini

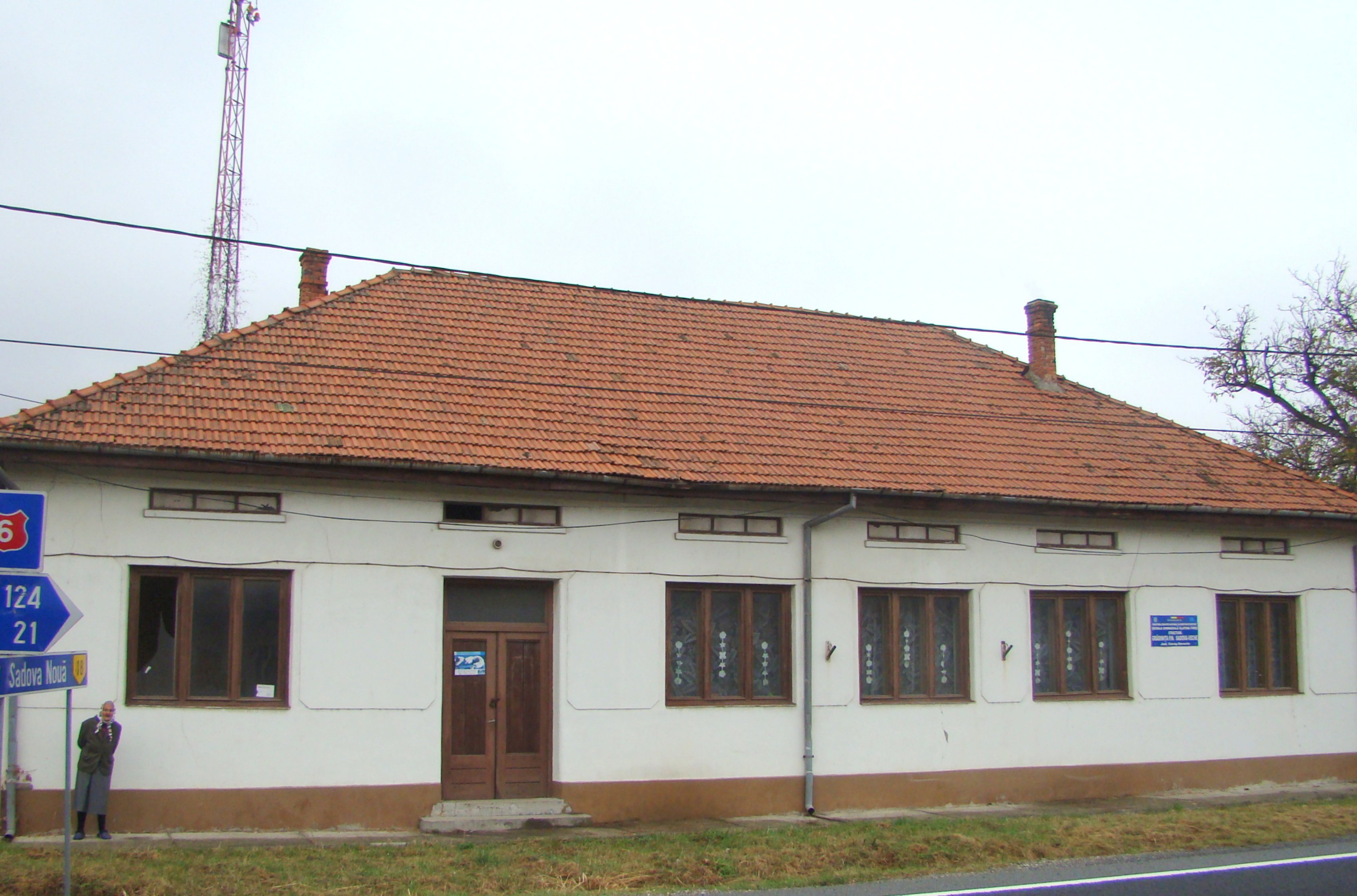
Școala
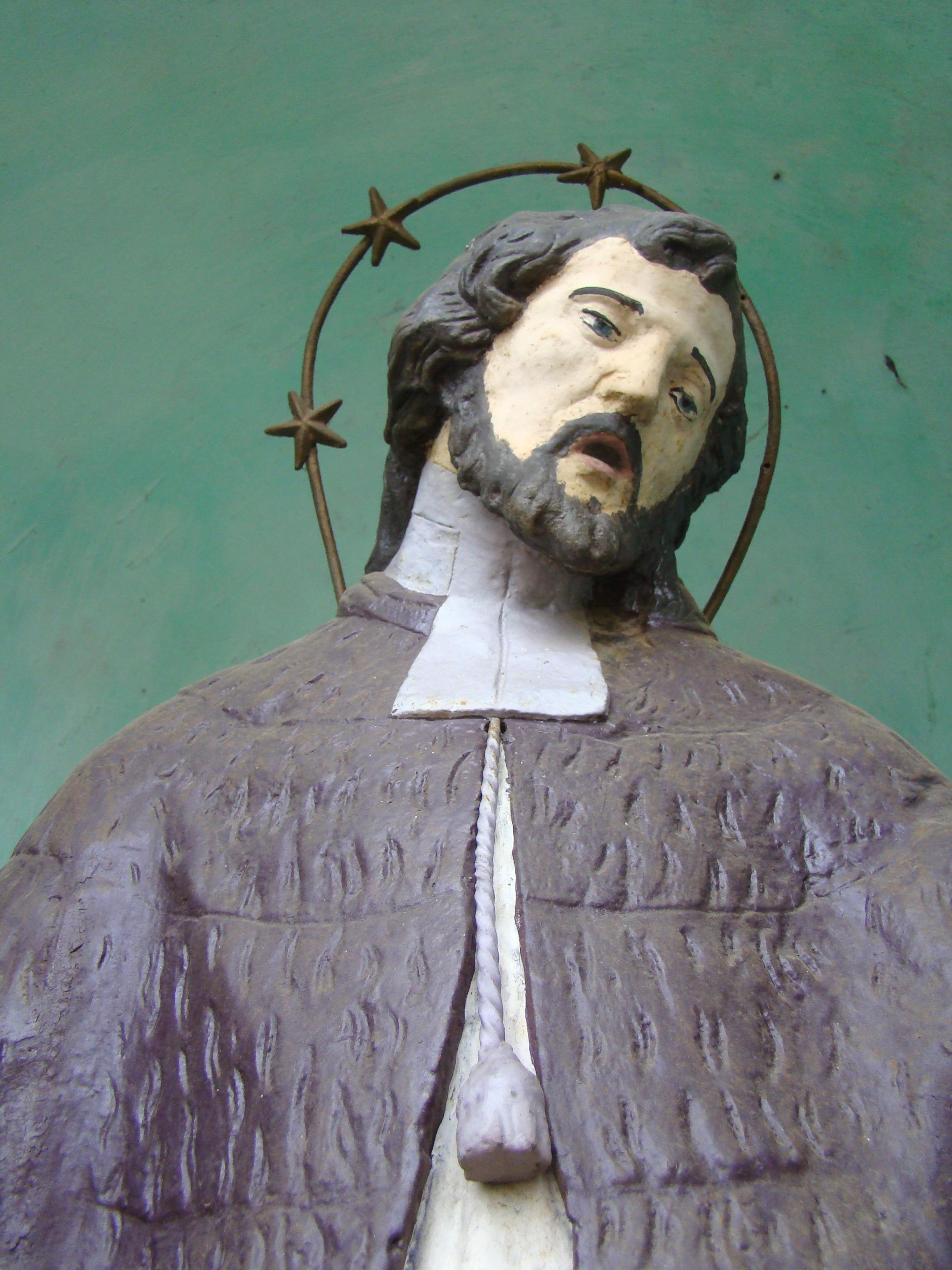
Biserica romano-catolică „Sfânta Treime” (1854)
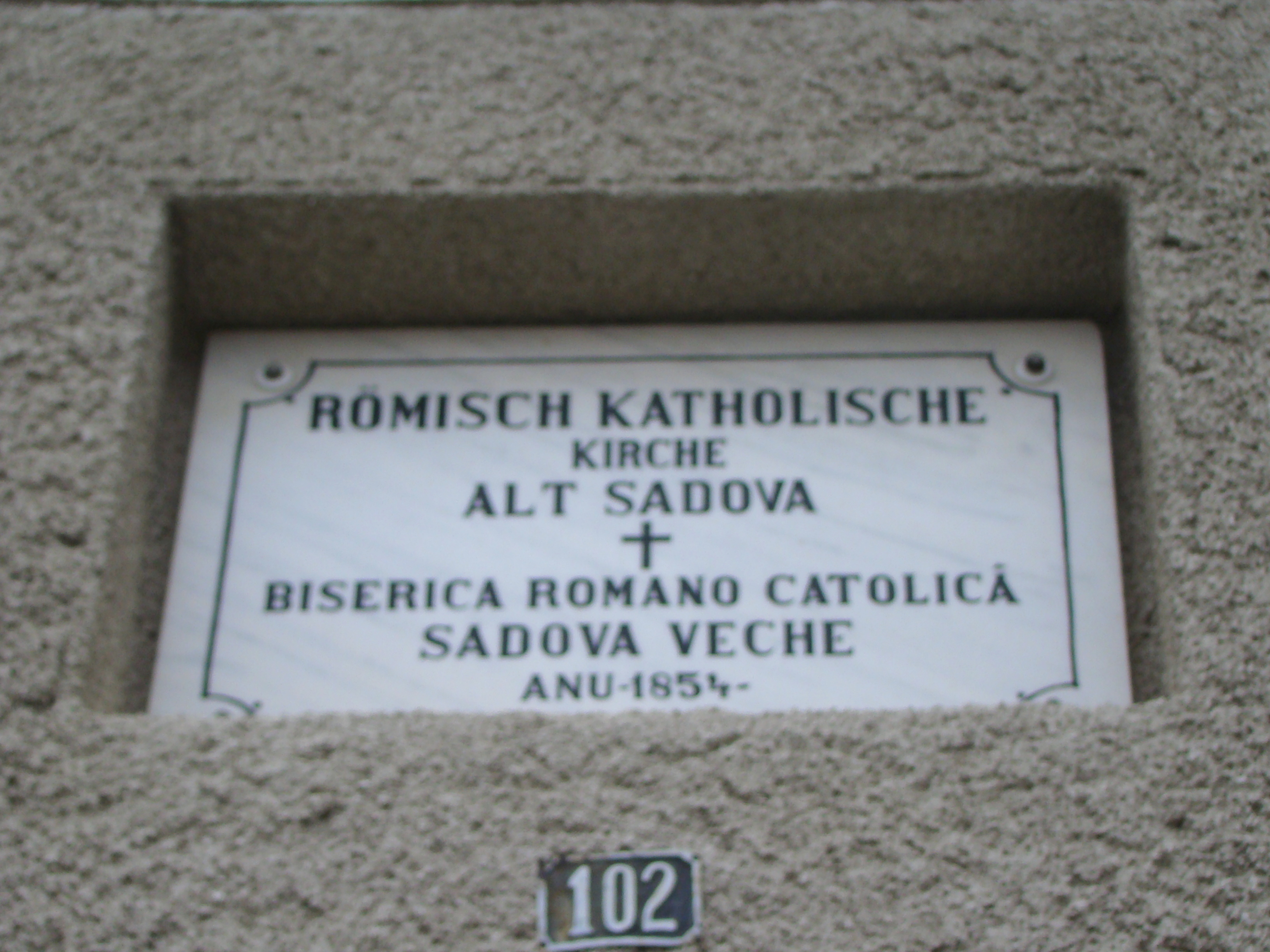
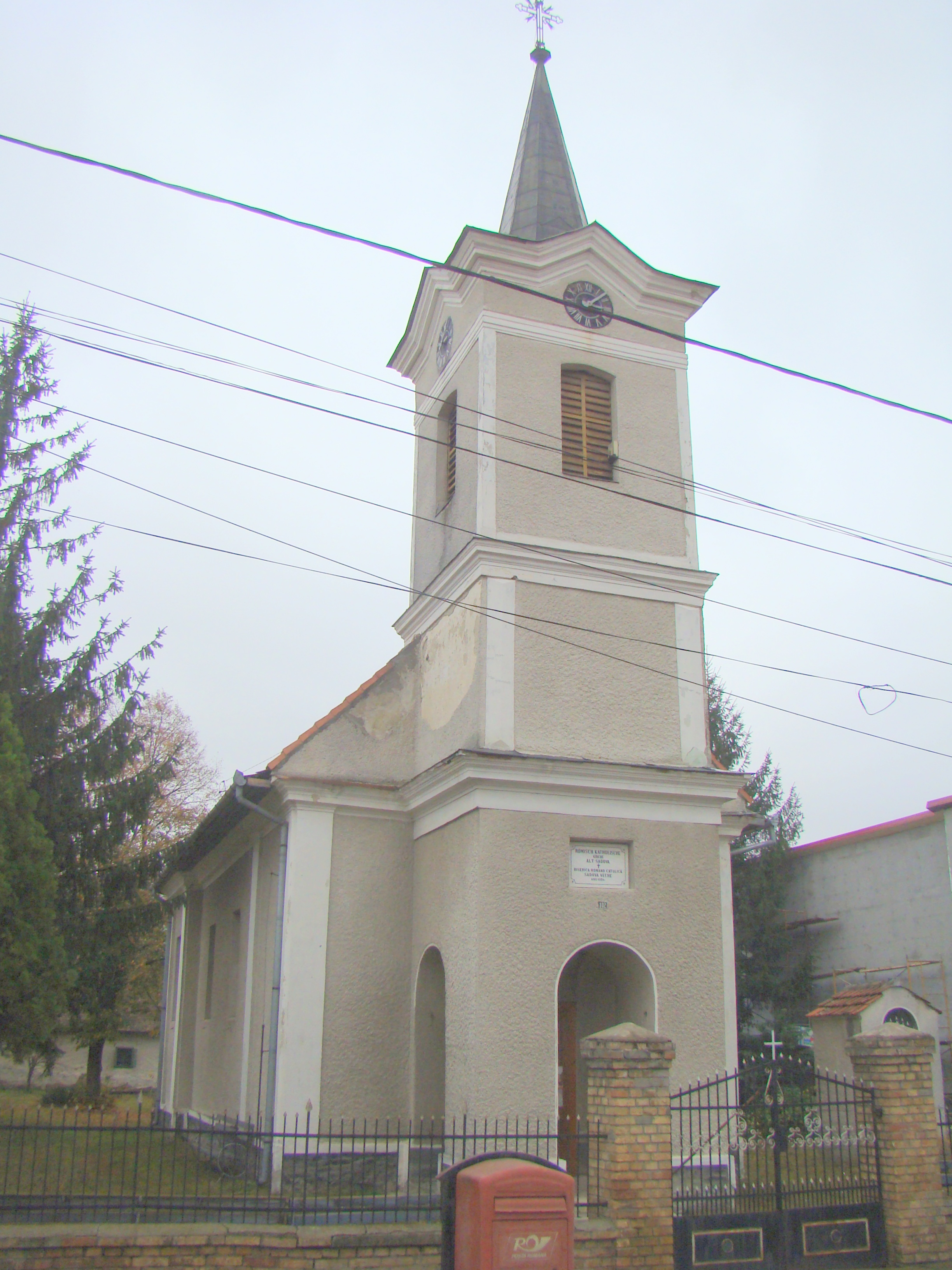
Biserica romano-catolică
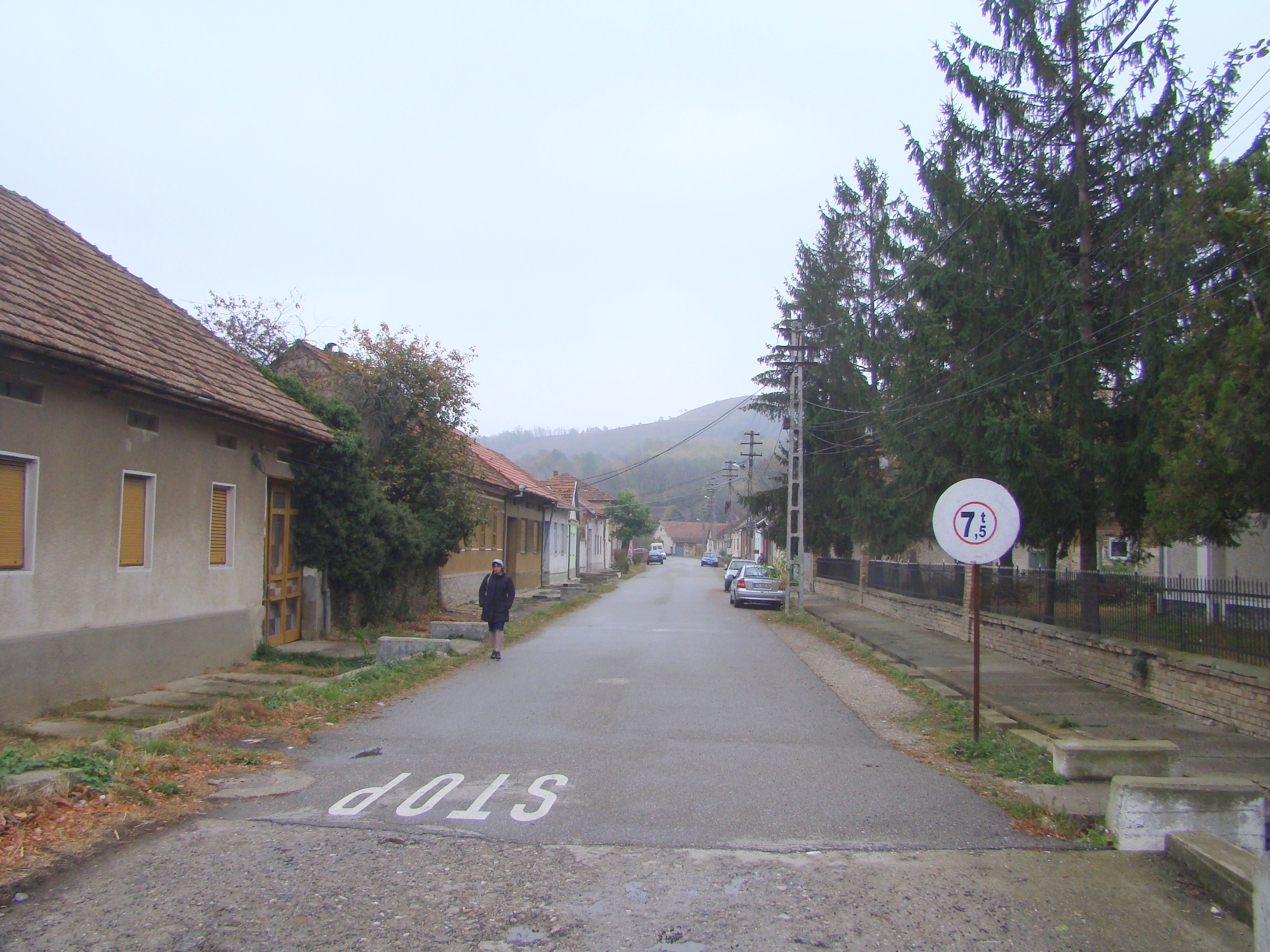